# Pierre Bayen
Pour les articles homonymes, voir Bayen.
Pierre Bayen, né à Châlons-en-Champagne le 7 février 1725 et mort le 15 février 1798 à Paris, est un chimiste et un pharmacien militaire français.

## Biographie
Fils de Pierre Bayen et de Françoise Legentil, il en est le septième et dernier enfant. Il est élève en pharmacie à Reims puis à Paris et commence une carrière militaire qui durera 42 années. Il suit comme pharmacien en chef l'expédition de Minorque en 1756, puis passe à l'armée d'Allemagne pendant la guerre de Sept Ans et y rend de grands services en créant pour ainsi dire la pharmacie militaire. Durant cette guerre, il rencontre Parmentier jeune pharmacien militaire sous ses ordres et il remarque les nombreuses qualités de celui-ci avec lequel il va créer une longue amitié. Reçu apothicaire en 1766 et membre du Collège de pharmacie, il devient inspecteur général du Service de santé en 1796.
Il analyse notamment les eaux minérales de la France et découvre certaines propriétés du fulminate de mercure. Il fait plusieurs autres observations importantes dans ses Opuscules chimiques, parus en 1798. Il est connu comme le grand détracteur de la théorie du phlogistique.
En avril 1774, Pierre Bayen publie sa découverte que le chauffage de l'oxyde de mercure (chaux mercurielle ou mercure précipité per se) produit un dégagement gazeux et une perte de masse. Il recueille ce gaz, et note qu'il est légèrement plus dense que l'air atmosphérique et plus léger que l'air fixe (dioxyde de carbone). La théorie du phlogistique de Stahl en laquelle tous les chimistes croyaient, y compris Lavoisier, prévoyait une augmentation de masse. C'est sur ce qui apparaissait comme une anomalie qu'il consacre son temps en réalisant des expériences avec minutie et précision. Il fait réagir le mercure sur l'acide nitrique fumant puis sur la soude, il obtient l'oxyde de mercure qui, séché, a une masse supérieure au métal. Cela lui suffit pour comprendre que la théorie du phlogistique en vigueur est fausse et relève de l’obscurantisme des alchimistes. L'étude du gaz qui s'était libéré de la chaux mercurielle n'a pas dû lui apparaître importante au regard de ce qu'il venait de mettre en évidence et qui va ouvrir la voie à Lavoisier pour devenir le « père de la chimie moderne ». S'il n'a pas découvert l'oxygène (dioxygène), il a été le premier à l'obtenir. Lavoisier va reproduire l'expérience de Bayen en remplaçant le mercure par l'étain. Le 1er août 1774, le Britannique Joseph Priestley, indépendamment, fait la même expérience dans son laboratoire. Il recueille le même gaz qu'il appellera plus tard air déphlogistiqué. Dans son mémoire Experiments and Observations on Different Kinds of Air, Vol.2. London, 1775, Priestley ne manqua pas de décrire attentivement son expérience :

« on the 1st of August 1774, I endeavoured to extract air from mercurius calcinatus per se, (red precipitate of mercury,) and I presently found that by means of the lens, air was expelled from it very readily. Having got about three or four times as much as the bulk of my materials, I admitted water to it, and found that it was not imbibed by it. But what surprised me more than I can well express, was, that a candle burned in this air with a remarkable vigorous flame, very much like that enlarged flame with which a candle burns in nitrous air … I was utterly at a loss how to account for it. »

que l'on peut traduire :

« le 1er août 1774, je me suis efforcé d'extraire l'air du mercurius calcinatus proprement dit (précipité rouge de mercure) et j'ai constaté que, grâce à la lentille, l'air s'en expulsait très facilement. Ayant obtenu environ trois ou quatre fois plus que la majeure partie de mes matériaux, j'y ai admis de l'eau et j'ai constaté qu'elle n'était pas absorbée par elle. Mais ce qui m'a le plus surpris que je ne peux exprimer, c'est qu'une bougie a brûlé dans cet air avec une flamme vigoureuse, remarquable, très semblable à cette flamme agrandie avec laquelle une bougie brûle dans l'air nitreux... je ne savais absolument pas comment l'expliquer. »

C'est au cours d'un dîner donné à l'occasion d'une visite de Priestley en France, en novembre 1774, que Lavoisier apprend la découverte de cet air particulier qu'il appellera air éminemment respirable. Lavoisier connaissait les travaux de Bayen mais, comme lui, n'en avait pas perçu l'importance. La rencontre avec Priestley fut un révélateur pour lui et sept mois plus tard, il dupliquait le travail de ces deux chimistes et réalisait que l'air déphlogistiqué était un nouvel élément, et plus important, l'élément qui permettait la combustion : l'oxygène.
Parmi les nombreuses recherches de Pierre Bayen sur le sel d'oseille, sur les marbres... il en est une commandée par l'état qui est remarquable. La rumeur laissait entendre que l'étain contenait de l'arsenic et qu'il était de ce fait toxique. Avant même qu'il ait pu rendre ses conclusions, une ordonnance avait obligé les cafetiers à remplacer leur comptoir en étain par du zinc ou du cuivre. Étude faite, Bayen apporte la preuve que l'étain est dépourvu d'arsenic mais que la toxicité vient du fait que des métalliers frauduleux le frelatent avec du plomb pour des raisons économiques, le plomb étant bien moins cher que l'étain.
Pierre Bayen  est élu à l’Institut des sciences et des arts lors de la première élection du 18 frimaire an 4 (9 décembre 1795). L’Institut de France venait d’être créé en remplacement de l’Académie que la Révolution avait supprimée le 21 thermidor an 1 (8 août 1793).
Son petit neveu Pierre-Joseph Malatret (1770-1847), pharmacien en chef de l’hôpital militaire du Val de Grâce puis de la garde royale a rassemblé tous ses mémoires dans « Opuscules chimiques de Pierre Bayen » en deux tomes aussitôt son décès.
Marcellin Berthelot, dans son livre consacré à Lavoisier La révolution chimique : Lavoisier par M. Berthelot, sénateur, secrétaire perpétuel de l'Académie des sciences, professeur au Collège de France, 1890 n'est pas tendre à l'égard de Pierre Bayen : « Bayen, jaloux de Lavoisier » ou encore « Bayen a touché à la découverte de l'oxygène mais il ne l'a pas faite et il s'est borné à attribuer au gaz de la chaux mercurielle le même rôle que celui du fluide fixé sur les chaux métalliques d'après Lavoisier. Plus tard, quand les choses furent éclaircies, Bayen reprit ses expériences et il réclama à la fois la découverte même de l'oxygène et toute la théorie ». Tous ces propos sont fallacieux et insultants et Berthelot lui même fera acte de résipiscence en disant de Bayen « cette renommée scientifique ». Le mal était fait et Pierre Bayen relégué dans la fosse commune des gens ordinaires.
Pour avoir un avis objectif et éclairé sur Pierre Bayen, il faut se référer à l'éloge qu'Antoine Parmentier lui a consacré et que Pierre-Joseph Malatret a inséré, en guise de préface, dans Opuscules chimiques de Pierre Bayen, tome 1.

## Ouvrages
- Pierre Bayen, Recherches chimiques sur l'etain, P.D.Pierres, 1781, 285 p. (lire en ligne).
- Pierre Bayen, Opuscules chimiques de Pierre Bayen, Paris, A.-J. Dugour et Durand, an vi (tome 1, 1798, texte disponible en ligne sur LillOnum et tome 2, 1798, texte disponible en ligne sur LillOnum.
- Pierre Bayen, Vues générales sur les cours d'instruction dans les hôpitaux militaires,..., Paris, Imprimerie de la République, nivose an v.

## Hommages
Une rue de Paris et une de Châlons-en-Champagne portent son nom.
Le lycée du centre ville de Châlons-en-Champagne (sa ville natale) porte aussi son nom.